# Рамбин, Ливен
Ливен Элис Рамбин (англ. Leven Alice Rambin; род. 17 мая 1990, Хьюстон, Техас) — американская актриса

.

## Биография
Ливен Элис Рамбин родилась 17 мая 1990 года в Хьюстоне, штат Техас. Училась в школе искусств «Houston School of Film and Theatre» и в школе Св. Франциска «St. Francis Episcopal Day School», где впервые попробовала свои силы в актёрстве. Позже переехала с семьей в Коннектикут, а затем в Нью-Йорк.
В 2004 году получила диплом об окончании школы при университете «Texas Tech University Independent School District». В феврале 2004 впервые дебютировала на экране, присоединившись к актёрскому составу сериала «Все мои дети», где сыграла Лили Монтгомери дочь Джексона Монтгомери. 30 марта 2007 года сыграла в сериале двойную роль: роль Лили и Эви Бентон — своей сводной старшей сестры.
В сентябре 2008 года Ливен присоединилась к актёрскому составу сериала «Терминатор: Битва за будущее». В сериале сыграла роль Райли Доусон, школьной подруги Джона Коннора.
В 2009, Рамбин сыграла роль Слоан Райли, 18-летнию дочь доктора Марка Слоана в сериале «Анатомия страсти». В этой же роли появляется в сериале «Частная практика». 
В январе 2010 года на 40-летие шоу, снова появилась в эпизоде сериала «Все мои дети».
Так же она сыграла в сериалах: «Холм одного дерева», «Книга Даниэля» и «Волшебники из Вэйверли Плэйс».
Большую популярность Ливен принесла её роль Диадемы в фильме Гэри Росса «Голодные игры». В сентябре 2011 года получила роль Kим в фильме «Покорители волн». А в апреле 2012 года присоединилась к актёрскому составу фильма «Перси Джексон и Море чудовищ».
В ноябре 2012, Ливен снялась в клипе группы Green Day — «Stray Heart».

## Личная жизнь
В 2009 году на Багамских островах обручилась с продюсером Джеффри Джеймсом Кларком, но в ноябре 2011 года пара рассталась.
В настоящее время проживает в Лос-Анджелесе.
С 10 октября 2015 года Ливен замужем за актёром Джимом Пэрраком. 9 марта 2017 года стало известно, что Рамбин и Пэррак расстались меньше чем через 16 месяцев после свадьбы.

## Фильмография
| Год       | Фильм                               | Роль                       | Описание                                       |
| --------- | ----------------------------------- | -------------------------- | ---------------------------------------------- |
| 2004-2010 | Все мои дети                        | Лили Монтгомери Эви Бентон | Лили: 06.2004 — 01.2010 Эви: 03.2007 — 02.2008 |
| 2006      | Книга Даниэля                       | Каролин Пакстон            | 4 эпизода, Основной состав                     |
| 2007      | Закон и порядок: Специальный корпус | Реган Митчелс              | Эпизод: «Responsible»                          |
| 2008      | Austin Golden Hour                  | Энни                       | Полнометражный фильм                           |
| 2008      | Lipstick Jungle                     | Хлое Джеймисон             | Эпизод: «Bombay Highway»                       |
| 2008      | Гигантик                            | Мисси Тактон               | Полнометражный фильм                           |
| 2008-2009 | Терминатор: Битва за будущее        | Райли Доусон               | 10 эпизодов, Основной состав                   |
| 2009-2010 | Анатомия страсти                    | Слоан Райли                | 5 эпизодов                                     |
| 2010      | Babe                                | Сара                       | Короткометражный фильм                         |
| 2010      | Частная практика                    | Слоан Райли                | Эпизод: «Another Second Chance»                |
| 2010      | Дело 219                            | Карла Эванс                | Полнометражный фильм                           |
| 2010      | Good Morning Rabbit                 | Dumbleshe                  | Эпизод: «National Hamburger Day»               |
| 2010      | Scoundrels                          | Хизер Вест                 | 8 эпизодов                                     |
| 2011      | Волшебники из Вэйверли Плэйс        | Рози                       | 4 сезон: 7, 8, 9 эпизоды                       |
| 2011      | C.S.I.: Место преступления Майами   | Молли Слоан                | 4 эпизода                                      |
| 2011      | Холм одного дерева                  | Хлоя Холл                  | 3 эпизода                                      |
| 2012      | Голодные игры                       | Диадема                    | Фильм                                          |
| 2012      | Покорители волн                     | Ким                        | Полнометражный фильм                           |
| 2013      | Перси Джексон и Море чудовищ        | Кларисса Ла Ру             | Полнометражный фильм                           |
| 2013      | Семь минут                          | Кейт                       | Постпродакшн                                   |
| 2013      | Секс на две ночи                    | Дейзи                      | Постпродакшн                                   |
| 2013      | Люди будущего                       | Натали                     |                                                |
| 2014      | Секс на две ночи                    | Дейзи                      | Фильм                                          |
| 2014      | 7 Минут                             | Кейт                       | Фильм                                          |
| 2015      | Уолтер                              | Кендалл                    | Фильм                                          |
| 2015      | Меня зовут Майкл                    | Кэтрин                     | Фильм                                          |
| 2017      | Потерянное Дитя                     | Ферн                       | Фильм                                          |
| 2019      | Грязь                               | Шариз Нил                  | Фильм                                          |